# Долги Врх
Долги Врх (словен. Dolgi Vrh) је насељено место у општини Словенска Бистрица, Подравска регија, Словенија.

## Историја
До територијалне реорганизације у Словенији био је у саставу старе општине Словенска Бистрица.

## Становништво
У попису становништва из 2011. године, Долги Врх је имао 85 становника.
| Број становника према пописима | Број становника према пописима | Број становника према пописима |
| ------------------------------ | ------------------------------ | ------------------------------ |
| 1991                           | 2002                           | 2011                           |
| 99                             | 88                             | 85                             |

Напомена: Године 1987. повећано за дио насеља Згорња Брежница, а смањено за дио насеља који је припојен насељу Разгор при Жабљеку.